# Principatul de Waldeck și Pyrmont
Principatul de Waldeck și Pyrmont, cunoscut simplu și ca Principatul de Waldeck, a fost un stat din Sfântul Imperiu Roman, condus de prestigioasa casă de Waldeck, care a ajuns să aibă nenumărate posesiuni în lumea germană încă din secolul al XI-lea.